# Racionamento

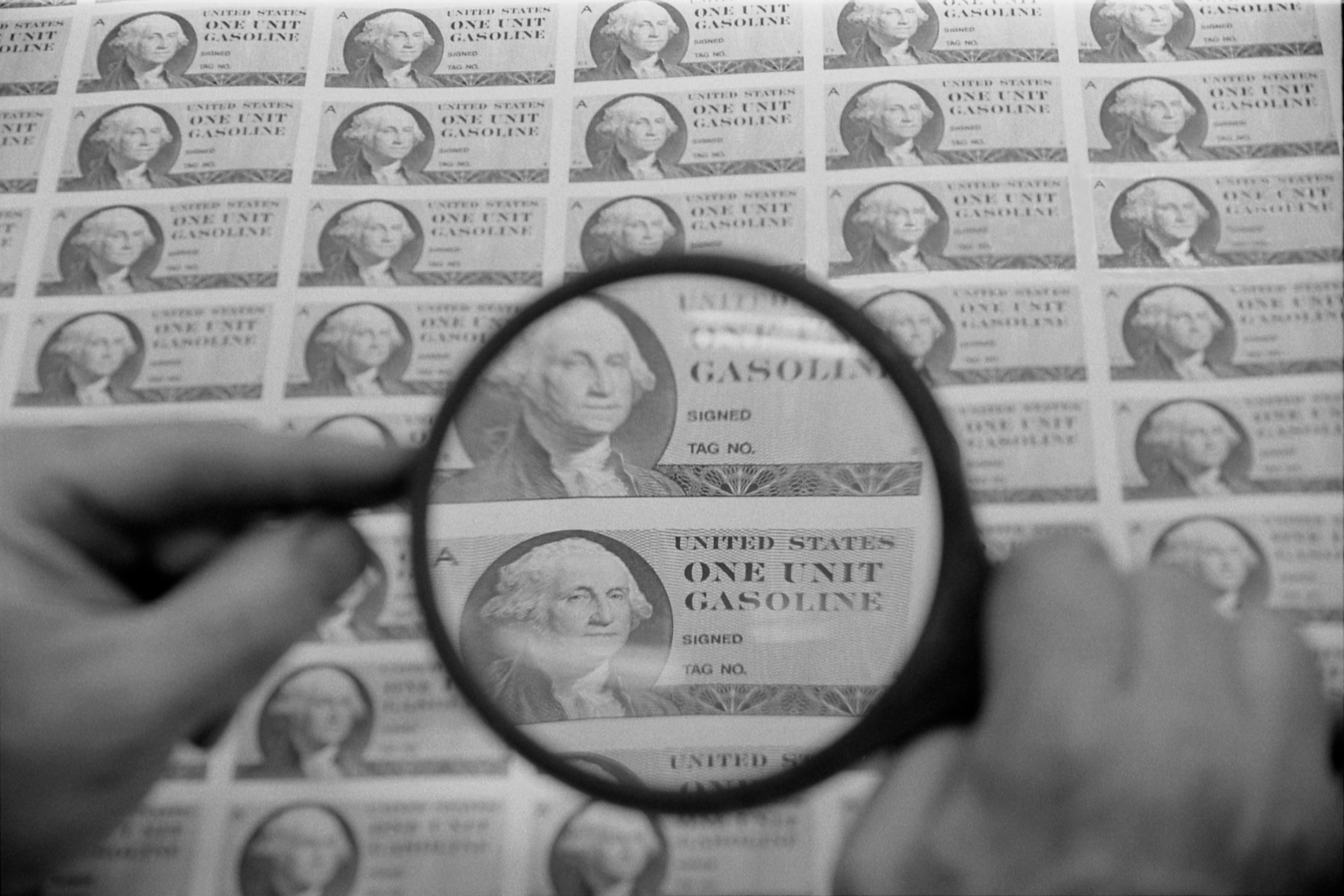
Selos de racionamento de gasolina sendo impressos (mas não usados) como resultado da Crise do Petróleo de 1973

Racionamento é a distribuição controlada de recursos, e bens e serviços escassos. O racionamento controla o tamanho da ração, a porção dos recursos de uma pessoa sendo distribuídas em um particular dia ou tempo. Existem muitas formas de racionamento e as populações do mundo ocidental vivenciam alguns tipos no decorrer do seu dia-a-dia sem se aperceberem.
O racionamento tem sido instituído a civis durante tempos de guerra. Por exemplo, podem ser dadas a cada pessoa "senhas de racionamento" permitindo a essa pessoa adquirir determinada quantidade de um certo produto todos os meses. O racionamento inclui por vezes comida e outros bens para os quais existe uma carestia, incluindo materiais necessários para o esforço de guerra tais como pneus de borracha, calçado de couro, roupa e combustível.